# Alaimella cincta
Alaimella cincta är en rundmaskart som beskrevs av Nathan Augustus Cobb 1920. Alaimella cincta ingår i släktet Alaimella och familjen Leptolaimidae. Arten är reproducerande i Sverige. Inga underarter finns listade i Catalogue of Life.